# Mesoprionus consimilis
Mesoprionus consimilis är en skalbaggsart som först beskrevs av Holzschuh 1981.  Mesoprionus consimilis ingår i släktet Mesoprionus och familjen långhorningar.
Artens utbredningsområde är Iran. Inga underarter finns listade i Catalogue of Life.